# Le Papillon de l'Oural
Pour plus de détails, voir Fiche technique et Distribution.
Le Papillon de l'Oural (en finnois : Uralin perhonen), présenté sous le nom anglophone Far Away from Ural au Festival d'Annecy, est un film d'animation finlandais réalisé par Katariina Lillqvist en 2008. Il fut présenté en avant première au Festival du Court-Métrage de Tampere au début du mois de mars 2008 avant d'être diffusé sur la télévision publique finlandaise.

## Synopsis
Bien qu'il ne soit pas mentionné dans le film, celui-ci raconte le voyage en Asie centrale de l'ancien président finlandais Carl Gustaf Emil Mannerheim. Au cours de ces péripéties, il rencontre un jeune homme kirghize, qu'il ramène en Finlande avec lui en le nommant Papillon. Celui-ci va devenir le serviteur et l'amant du maréchal. Lorsque la guerre civile finlandaise débute en janvier 1918, Mannerheim abandonne son amant sur le champ de bataille.

## Fiche technique
- Titre original : Uralin perhonen
- Titre français : Le Papillon de l'Oural
- Réalisation : Katariina Lillqvist
- Scénario : Katariina Lillqvist et Hannu Salama
- Production : Jyrki Kaipainen
- Langue : finnois
- Pays d'origine : Finlande
- Format : Couleurs
- Genre : animation
- Durée : 27 minutes
- Date de sortie : 2008

## Production
L'histoire est tirée d'une légende populaire originaire du quartier de Pispala à Tampere, selon la réalisatrice Katariina Lillqvist sur son site personnel.

## Accueil critique
Le film créa une polémique en Finlande où les partis conservateurs de droite le condamnèrent fortement. Il relança dans le pays une discussion sur les limites de la liberté d'expression : un débat fortement attisé par les médias privés (plutôt du côté des conservateurs) et publics, du fait que la télévision finlandaise diffusa le film à une heure de grande audience. Cette polémique concernait notamment la présentation des orientations sexuelles de Mannerheim, mais aussi l'aspect cruel sous lequel il est représenté[réf. souhaitée]. 
Le Papillon de l'Oural fut nommé en tant que « meilleur film d'animation » au festival de Tampere en 2008.